# Marcin Piasecki
Marcin Piasecki (ur. 24 lutego 1970 w Warszawie) – polski dziennikarz.

## Życiorys
Absolwent Wydziału Polonistyki Uniwersytetu Warszawskiego. W latach 1992–2001 współpracował z następującymi gazetami: „Polityka”, „Gazeta Wyborcza”.
Od 2001 roku związany był z wydawnictwem Axel Springer Polska, początkowo jako sekretarz redakcji i zastępca redaktora naczelnego miesięcznika „Profit”. W latach 2004–2005 był redaktorem naczelnym miesięcznika „Forbes”, a od 2006 redaktorem „Dziennika Polska-Europa-Świat”.
Po fuzji „Dziennika” z „Gazetą Prawną” związany z nowym tytułem „Dziennik Gazeta Prawna”, gdzie odpowiadał za łososiowe strony „Forsal” do czasu ich likwidacji w kwietniu 2010. Obecnie jest dziennikarzem „Rzeczpospolitej” i redaktorem naczelnym „miesięcznika Sukces”.
Jest członkiem Rady Programowej Warsaw Enterprise Institute.